# Szebellédy László
Szebellédy László (Rétság, 1901. április 20. – Budapest, 1944. január 23.) magyar vegyész.

## Élete
A Nógrád vármegyei Rétságon született 1901-ben. Édesapja, Szebellédy Ferenc, Győr mellett, a téti Angyal gyógyszertárban volt tulajdonos. A Pázmány Péter Tudományegyetemen (mai ELTE) 1923-ban gyógyszerészi, majd 1926-ban gyógyszerészdoktori oklevelet szerzett. 1944-ben rákban halt meg.
Felesége, dr. Gaál Józsa (1910–1981), gyógyszerész, a kémiai tudományok kandidátusa.
Sírja a budapesti Fiumei úti sírkertben található.

## Munkássága
Az egyetem elvégzése után Winkler Lajos professzor bevonta őt a kísérletes munkájába. Treadwell professzor zürichi intézetében tanársegéd volt, Müller professzor drezdai, Le Blanc és Böttger lipcsei intézeteiben kutatott. 1933-ban nevezték ki adjunktussá, 1934-ben egyetemi magántanárrá habilitálták. 1939-től nyilvános rendes tanárként vezette a Szervetlen és Analitikai Kémiai Intézetet.
Az elsők között vezette be a modern fizikai-kémiai analízist és az ultramikroanalízist. Nevéhez fűződött a coulometriás titrálás, amelyet Somogyi Zoltán kollégájával közösen fejlesztett ki, a mennyiségi katalitikus nyomelemzés, a fluoreszcens és a redoxindikátorok bevezetése az analitikai gyakorlatba.
Sokat fáradozott a gyógyszerészképzés és továbbképzés előbbre viteléért.

## Emlékezete
Sopronban az egykori Szent Erzsébet gyógyszertár 1970-ben vette fel Szebellédy László nevét.
Emlékét az ELTE Szervetlen és Analitikai Kémiai Intézetében 1983 óta emléktábla őrzi.
A Magyar Gyógyszerésztudományi Társaság 1991-ben a kiemelkedő tudományos munka elismerésére Szebellédy László Emlékérmet alapított, amelyet ezidáig (2021) 16 kutató vehetett át. Az emlékérem Renner Kálmán alkotása.
Születésének 105. évfordulóján, 2006-ban, szülőhelyén emléktáblát avattak a Gyógyszertár falán.